# کتاندیگا
کتاندیگا (به هلندی: Kattendijke) یک منطقهٔ مسکونی در هلند است که در گوئز واقع شده‌است. کتاندیگا ۵۶۱ نفر جمعیت دارد.